# Gino Cappello
Gino Cappello IV (né le 2 juin 1920 à Padoue et mort le 28 mars 1990 à Bologne) était un joueur de football italien.

## Biographie
Après deux saisons en Serie B avec le Calcio Padova, Gino Cappello débute en Série A avec le Milan en 1940. Lors de ses 3 saisons milanaises, il est l'un des meilleurs buteurs du club de la capitale lombarde.
Après la guerre, il part pour Bologne où il joue 10 saisons. Il inscrit 80 buts en 245 matchs, laissant une trace parmi les supporters bolonais qui ne l'oublieront pas. Lors de ses deux dernières saisons, il joue à Novara en Série B.
Dribleur moyen mais doté d'une bonne vision de jeu, il était réputé pour rester très discret parfois même invisible pendant tout le match, puis soudain inscrire le but victorieux ou la passe décisive.
Gino Cappello fait ses débuts en équipe d'Italie le 22 mai 1949 lors d'une victoire 3-1 contre l'Autriche. Il fut l'un des quatre joueurs à avoir joué tous les matchs de la coupe du monde 1950 au Brésil. Quatre ans plus tard, il joue son dernier match international lors de la coupe du monde 1954 en Suisse à l'occasion d'une victoire 4-1 contre la Belgique.
Pour l'anecdote, il fut célèbre pour avoir écopé de 12 mois de suspension pour frappé un arbitre à l'été 1952, avant d'être acquitté. En 1958, à Novara, il prendra sa retraite à l'âge de 38 ans.